# Copa Paraguay 2022
La Copa Paraguay 2022 fue la cuarta edición del certamen, que otorgó al campeón (o a quién correspondía) la clasificación en forma directa a la Copa Sudamericana 2023, y el derecho a disputar la Supercopa Paraguay 2022.
El club Sportivo Ameliano obtuvo su primer título tras vencer en la final al club Nacional. El Sportivo Ameliano será, además, el segundo campeón de este certamen en disputar la Supercopa de Paraguay, contra el campeón de la Primera División con mayor puntaje en la Tabla acumulada anual.
Además fue la última edición en donde el campeón, clasificaba a la Copa Sudamericana, ya que a partir de la siguiente temporada, el ganador clasifica a la Fase 1 de la Copa Libertadores.

## Participantes
El torneo contó con 74 equipos en su fase nacional: los 12 de la Primera División, los 16 de la Intermedia, 17 de Primera B, 12 de Primera C y 17 de UFI, donde estas tres últimas disputaron la Fase 1 en llaves de sus respectivas divisiones, en la Fase 2 se enfrentaron los ganadores de la Fase 1 con los equipos de la División Intermedia y la Fase 3 se enfrentaron los ganadores de la Fase 2 con los equipos de la División Profesional.

### Equipos Clasificados a la Fase Nacional
| División                               | Equipo | P.                          | Vía de clasificación |
| -------------------------------------- | --- | --------------------------- | --- |
| Primera División 12 cupos              | 12 de Octubre FBC (Itauguá) Cerro Porteño General Caballero (JLM) Guaireña FC Guaraní Libertad Nacional Olimpia Sol de América Sportivo Ameliano Resistencia SC Tacuary | 4 3 4 3 4                   | Clasificados de manera automática a la Fase Nacional (Dieciseisavos de final) |
| División Intermedia 16 cupos           | Martín Ledesma Atlético 3 de Febrero Atyrá FC San Lorenzo Fernando de la Mora Atlético Colegiales Sportivo Luqueño Deportivo Santaní Independiente FBC (CG) Guaraní (Trinidad) Pastoreo River Plate Rubio Ñu Sportivo 2 de Mayo Sportivo Iteño Sportivo Trinidense | 2 4 3 4 3 4 2 1 4           | Clasificados de manera automática a la Fase Nacional (Fase 2) |
| Primera División B 17 cupos            | Cristóbal Colón FBC (JAS) Atlético Tembetary 29 de Septiembre Presidente Hayes Cristóbal Colón (Ñ) Olimpia de Itá Sportivo Limpeño 3 de noviembre 3 de Febrero FBC (RB) Atlántida 24 de Septiembre VP Deportivo Recoleta General Caballero ZC Silvio Pettirossi Deportivo Capiatá Fulgencio Yegros General Díaz | 4 3 2 3 2 4 1 3 2 3 4 2 3 4 | Clasificados de manera automática a la Fase Nacional (Fase 1) |
| Primera División C 12 cupos            | Benjamín Aceval Sport Colombia Deportivo Humaitá Oriental 1.º de marzo (FDO) Atlético Juventud Valois Rivarola Deportivo Pinozá General Caballero CG Sport Colonial Pilcomayo 12 de Octubre SD | 2 1 4 3 4 1 2 4 3 2 3       | Clasificados de manera automática a la Fase Nacional (Fase 1) |
| Unión del Fútbol del Interior 17 cupos | Nacional (Yby Yaú) Guarani Unido (Liberación) Porvenir (Tobatí) Capt. Samudio (Mbocayaty) Atlético Forestal (Campo 9) Coronel Martínez (Yuty) Deportivo Juventud (S.C.D) 15 de Agosto FBC (Santiago) Sol de Mayo (R.G.S.C) Obreros Unidos (Hernan.) 8 de Setiembre (Areguá) 1.º de Marzo (PIL) (Pilar) Deportivo Obrero (C. Bado) Sport Primavera (Curuguaty) 15 de Agosto (B.A.) 1.º de Mayo (Filadelfia) Dep. Alto Paraguay (F. Oli) | 1 2 1 3 1 2                 | Representante del I Departamento de Concepción Representante del II Departamento de San Pedro Representante del III Departamento de Cordillera Representante del IV Departamento de Guairá Representante del V Departamento de Caaguazú Representante del VI Departamento de Caazapá Representante del VII Departamento de Itapúa Representante del VIII Departamento de Misiones Representante del IX Departamento de Paraguarí Representante del X Departamento de Alto Paraná Representante del XI Departamento Central Representante del XII Departamento de Ñeembucú Representante del XIII Departamento de Amambay Representante del XIV Departamento de Canindeyú Representante del XV Departamento de Presidente Hayes Representante del XVI Departamento de Boquerón Representante del XVII Departamento de Alto Paraguay |

### Distribución Geográfica
| Distrito capital/Departamento    | Cantidad | Equipos |
| -------------------------------- | -------- | --- |
| Asunción                         | 27       | Cerro Porteño - Guaraní - Libertad - Nacional - Olimpia - Resistencia - Sportivo Ameliano - Tacuary - River Plate - Fernando de la Mora - Rubio Ñu - Sportivo Trinidense - Independiente CG - Atlético Tembetary - Presidente Hayes - 3 de Noviembre - 3 de Febrero FBC - Atlántida - Deportivo Recoleta - General Caballero ZC - Silvio Pettirossi - Oriental - Atlético Juventud - Valois Rivarola - Deportivo Pinozá - Sport Colonial - 12 de Octubre SD |
| Departamento de Concepción       | 1        | Nacional (Yby Yaú) |
| Departamento de San Pedro        | 2        | Deportivo Santaní - Guaraní Unido |
| Departamento de Cordillera       | 2        | Atyrá FC - Porvenir |
| Departamento de Guairá           | 2        | Guaireña - Capitán Samudio |
| Departamento de Caaguazú         | 2        | Pastoreo FC - Atlético Forestal |
| Departamento de Caazapá          | 1        | Coronel Martínez |
| Departamento de Itapúa           | 2        | Guaraní (Trinidad) - Deportivo Juventud |
| Departamento de Misiones         | 1        | 15 de Agosto (Santiago) |
| Departamento de Paraguarí        | 1        | Sol de Mayo |
| Departamento de Alto Paraná      | 3        | General Caballero JLM - Atlético 3 de Febrero - Obreros Unidos |
| Departamento Central             | 22       | 12 de octubre - Sol de América - Atlético Colegiales - Martín Ledesma - Sportivo Iteño - Sportivo Luqueño - San Lorenzo - Cristóbal Colón (JAS) - 29 de Septiembre - Cristóbal Colón (Ñ) - Olimpia (Itá) - Sportivo Limpeño - 24 de Setiembre VP - Deportivo Capiatá - Fulgencio Yegros - General Díaz - Sport Colombia - Deportivo Humaitá - 1.º de Marzo - General Caballero CG - Pilcomayo - 8 de Septiembre                                             |
| Departamento de Ñeembucú         | 1        | 1.º de Marzo (Pilar) |
| Departamento de Amambay          | 2        | Sportivo 2 de Mayo - Deportivo Obrero |
| Departamento de Canindeyú        | 1        | Sport Primavera |
| Departamento de Presidente Hayes | 2        | Benjamín Aceval - 15 de Agosto (Benjamín Aceval) |
| Departamento de Boquerón         | 1        | Primero de Mayo |
| Departamento de Alto Paraguay    | 1        | Deportivo Alto Paraguay |

## Cuadro Principal
Los participantes se enfrentarán en llaves de 2 equipos en un único juego de eliminación directa en cancha neutral, de haber empate al final del período reglamentario, se ejecutarán tiros penales.

### Cuadro de desarrollo
|  | Dieciseisavos de final                  | Dieciseisavos de final                |                                        |       | Octavos de final             | Octavos de final             |                                 |                                 | Cuartos de final | Cuartos de final |  |  | Semifinales | Semifinales |  |  | Final | Final |
|  |                                         |                                       |                                        |       |                              |                              |                                 |                                 |                  |                  |  |  |             |             |  |  |       |       |
|  | 4 de agosto - Manuel Ferreira           |                                       |                                        |       |                              |                              |                                 |                                 |                  |                  |  |  |             |             |  |  |       |       |
|  |                                         |                                       |                                        |       |                              |                              |                                 |                                 |                  |                  |  |  |             |             |  |  |       |       |
|  | Sport Colonial                          | 0                                     |                                        |       |                              |                              |                                 |                                 |                  |                  |  |  |             |             |  |  |       |       |
|  | Sport Colonial                          | 0                                     | 7 de septiembre - Defensores del Chaco |       |                              |                              |                                 |                                 |                  |                  |  |  |             |             |  |  |       |       |
|  | Olimpia                                 | 9                                     |                                        |       |                              |                              |                                 |                                 |                  |                  |  |  |             |             |  |  |       |       |
|  | Olimpia                                 | 9                                     | Olimpia                                | 0     |                              |                              |                                 |                                 |                  |                  |  |  |             |             |  |  |       |       |
|  | 27 de julio - Tigo La Huerta            |                                       | Olimpia                                | 0     |                              |                              |                                 |                                 |                  |                  |  |  |             |             |  |  |       |       |
|  |                                         | Libertad                              | 4                                      |       |                              |                              |                                 |                                 |                  |                  |  |  |             |             |  |  |       |       |
|  | San Lorenzo                             | Libertad                              | 4                                      | 1     |                              |                              |                                 |                                 |                  |                  |  |  |             |             |  |  |       |       |
|  | San Lorenzo                             |                                       | 28 de septiembre - Luis Alfonso Giagni | 1     |                              |                              |                                 |                                 |                  |                  |  |  |             |             |  |  |       |       |
|  | Libertad                                | 2                                     |                                        |       |                              |                              |                                 |                                 |                  |                  |  |  |             |             |  |  |       |       |
|  | Libertad                                | 2                                     | Libertad                               | 0 (4) |                              |                              |                                 |                                 |                  |                  |  |  |             |             |  |  |       |       |
|  | 11 de agosto - Antonio Aranda           |                                       | Libertad                               | 0 (4) |                              |                              |                                 |                                 |                  |                  |  |  |             |             |  |  |       |       |
|  |                                         | Guaraní                               | 0 (5)                                  |       |                              |                              |                                 |                                 |                  |                  |  |  |             |             |  |  |       |       |
|  | Fulgencio Yegros                        | Guaraní                               | 0 (5)                                  | 0     |                              |                              |                                 |                                 |                  |                  |  |  |             |             |  |  |       |       |
|  | Fulgencio Yegros                        | 7 de septiembre - Luis Salinas        |                                        | 0     |                              |                              |                                 |                                 |                  |                  |  |  |             |             |  |  |       |       |
|  | General Caballero JLM                   | 3                                     |                                        |       |                              |                              |                                 |                                 |                  |                  |  |  |             |             |  |  |       |       |
|  | General Caballero JLM                   | 3                                     | General Caballero JLM                  | 1     |                              |                              |                                 |                                 |                  |                  |  |  |             |             |  |  |       |       |
|  | 10 de agosto - Rogelio Silvino Livieres |                                       | General Caballero JLM                  | 1     |                              |                              |                                 |                                 |                  |                  |  |  |             |             |  |  |       |       |
|  |                                         | Guaraní                               | 3                                      |       |                              |                              |                                 |                                 |                  |                  |  |  |             |             |  |  |       |       |
|  | Cristóbal Colón JAS                     | Guaraní                               | 3                                      | 0     |                              |                              |                                 |                                 |                  |                  |  |  |             |             |  |  |       |       |
|  | Cristóbal Colón JAS                     |                                       | 19 de octubre - Defensores del Chaco   | 0     |                              |                              |                                 |                                 |                  |                  |  |  |             |             |  |  |       |       |
|  | Guaraní                                 | 1                                     |                                        |       |                              |                              |                                 |                                 |                  |                  |  |  |             |             |  |  |       |       |
|  | Guaraní                                 | 1                                     | Guaraní                                | 2     |                              |                              |                                 |                                 |                  |                  |  |  |             |             |  |  |       |       |
|  | 4 de agosto - Luis Alfonso Giagni       |                                       | Guaraní                                | 2     |                              |                              |                                 |                                 |                  |                  |  |  |             |             |  |  |       |       |
|  |                                         | Nacional                              | 3                                      |       |                              |                              |                                 |                                 |                  |                  |  |  |             |             |  |  |       |       |
|  | Fernando de la Mora                     | Nacional                              | 3                                      | 1 (4) |                              |                              |                                 |                                 |                  |                  |  |  |             |             |  |  |       |       |
|  | Fernando de la Mora                     | 7 de septiembre - Luis Salinas        |                                        | 1 (4) |                              |                              |                                 |                                 |                  |                  |  |  |             |             |  |  |       |       |
|  | Sol de América                          | 1 (5)                                 |                                        |       |                              |                              |                                 |                                 |                  |                  |  |  |             |             |  |  |       |       |
|  | Sol de América                          | 1 (5)                                 | Sol de América                         | 0     |                              |                              |                                 |                                 |                  |                  |  |  |             |             |  |  |       |       |
|  | 3 de agosto - Arsenio Erico             |                                       | Sol de América                         | 0     |                              |                              |                                 |                                 |                  |                  |  |  |             |             |  |  |       |       |
|  |                                         | Nacional                              | 3                                      |       |                              |                              |                                 |                                 |                  |                  |  |  |             |             |  |  |       |       |
|  | Sport Colombia                          | Nacional                              | 3                                      | 1     |                              |                              |                                 |                                 |                  |                  |  |  |             |             |  |  |       |       |
|  | Sport Colombia                          |                                       | 28 de septiembre - Arsenio Erico       | 1     |                              |                              |                                 |                                 |                  |                  |  |  |             |             |  |  |       |       |
|  | Nacional                                | 3                                     |                                        |       |                              |                              |                                 |                                 |                  |                  |  |  |             |             |  |  |       |       |
|  | Nacional                                | 3                                     | Nacional                               | 2     |                              |                              |                                 |                                 |                  |                  |  |  |             |             |  |  |       |       |
|  | 26 de julio - Juan José Vázquez         |                                       | Nacional                               | 2     |                              |                              |                                 |                                 |                  |                  |  |  |             |             |  |  |       |       |
|  |                                         | Tacuary                               | 0                                      |       |                              |                              |                                 |                                 |                  |                  |  |  |             |             |  |  |       |       |
|  | 2 de Mayo                               | Tacuary                               | 0                                      | 3     |                              |                              |                                 |                                 |                  |                  |  |  |             |             |  |  |       |       |
|  | 2 de Mayo                               | 6 de septiembre - Jardines del Kelito |                                        | 3     |                              |                              |                                 |                                 |                  |                  |  |  |             |             |  |  |       |       |
|  | Sportivo Iteño                          | 4                                     |                                        |       |                              |                              |                                 |                                 |                  |                  |  |  |             |             |  |  |       |       |
|  | Sportivo Iteño                          | 4                                     | Sportivo Iteño                         | 2     |                              |                              |                                 |                                 |                  |                  |  |  |             |             |  |  |       |       |
|  | 11 de agosto - Antonio Aranda           |                                       | Sportivo Iteño                         | 2     |                              |                              |                                 |                                 |                  |                  |  |  |             |             |  |  |       |       |
|  |                                         | Tacuary                               | 4                                      |       |                              |                              |                                 |                                 |                  |                  |  |  |             |             |  |  |       |       |
|  | Deportivo Juventud                      | Tacuary                               | 4                                      | 1 (4) |                              |                              |                                 |                                 |                  |                  |  |  |             |             |  |  |       |       |
|  | Deportivo Juventud                      |                                       | 4 de noviembre - Villa Alegre          | 1 (4) |                              |                              |                                 |                                 |                  |                  |  |  |             |             |  |  |       |       |
|  | Tacuary                                 | 1 (5)                                 |                                        |       |                              |                              |                                 |                                 |                  |                  |  |  |             |             |  |  |       |       |
|  | Tacuary                                 | 1 (5)                                 | Nacional                               | 1 (3) |                              |                              |                                 |                                 |                  |                  |  |  |             |             |  |  |       |       |
|  | 3 de agosto - Arsenio Erico             |                                       | Nacional                               | 1 (3) |                              |                              |                                 |                                 |                  |                  |  |  |             |             |  |  |       |       |
|  |                                         | Sportivo Ameliano                     | 1 (4)                                  |       |                              |                              |                                 |                                 |                  |                  |  |  |             |             |  |  |       |       |
|  | Rubio Ñu                                | Sportivo Ameliano                     | 1 (4)                                  | 1     |                              |                              |                                 |                                 |                  |                  |  |  |             |             |  |  |       |       |
|  | Rubio Ñu                                | 8 de septiembre - Martín Torres       |                                        | 1     |                              |                              |                                 |                                 |                  |                  |  |  |             |             |  |  |       |       |
|  | Cerro Porteño                           | 0                                     |                                        |       |                              |                              |                                 |                                 |                  |                  |  |  |             |             |  |  |       |       |
|  | Cerro Porteño                           | 0                                     | Rubio Ñu                               | 1 (4) |                              |                              |                                 |                                 |                  |                  |  |  |             |             |  |  |       |       |
|  | 9 de agosto - Jardines del Kelito       |                                       | Rubio Ñu                               | 1 (4) |                              |                              |                                 |                                 |                  |                  |  |  |             |             |  |  |       |       |
|  |                                         | 12 de Octubre                         | 1 (5)                                  |       |                              |                              |                                 |                                 |                  |                  |  |  |             |             |  |  |       |       |
|  | River Plate                             | 12 de Octubre                         | 1 (5)                                  | 1     |                              |                              |                                 |                                 |                  |                  |  |  |             |             |  |  |       |       |
|  | River Plate                             |                                       | 27 de septiembre - Luis Salinas        | 1     |                              |                              |                                 |                                 |                  |                  |  |  |             |             |  |  |       |       |
|  | 12 de Octubre                           | 4                                     |                                        |       |                              |                              |                                 |                                 |                  |                  |  |  |             |             |  |  |       |       |
|  | 12 de Octubre                           | 4                                     | 12 de Octubre                          | 1     |                              |                              |                                 |                                 |                  |                  |  |  |             |             |  |  |       |       |
|  | 10 de agosto – Adrián Jara              |                                       | 12 de Octubre                          | 1     |                              |                              |                                 |                                 |                  |                  |  |  |             |             |  |  |       |       |
|  |                                         | Atlético Tembetary                    | 2                                      |       |                              |                              |                                 |                                 |                  |                  |  |  |             |             |  |  |       |       |
|  | Atlético Colegiales                     | Atlético Tembetary                    | 2                                      | 1     |                              |                              |                                 |                                 |                  |                  |  |  |             |             |  |  |       |       |
|  | Atlético Colegiales                     | 6 de septiembre - Jardines del Kelito |                                        | 1     |                              |                              |                                 |                                 |                  |                  |  |  |             |             |  |  |       |       |
|  | Resistencia                             | 2                                     |                                        |       |                              |                              |                                 |                                 |                  |                  |  |  |             |             |  |  |       |       |
|  | Resistencia                             | 2                                     | Resistencia                            | 0     |                              |                              |                                 |                                 |                  |                  |  |  |             |             |  |  |       |       |
|  | 9 de agosto - Jardines del Kelito       |                                       | Resistencia                            | 0     |                              |                              |                                 |                                 |                  |                  |  |  |             |             |  |  |       |       |
|  |                                         | Atlético Tembetary                    | 1                                      |       |                              |                              |                                 |                                 |                  |                  |  |  |             |             |  |  |       |       |
|  | Atlético Tembetary                      | Atlético Tembetary                    | 1                                      | 2     |                              |                              |                                 |                                 |                  |                  |  |  |             |             |  |  |       |       |
|  | Atlético Tembetary                      |                                       | 19 de octubre - Defensores del Chaco   | 2     |                              |                              |                                 |                                 |                  |                  |  |  |             |             |  |  |       |       |
|  | Deportivo Capiatá                       | 0                                     |                                        |       |                              |                              |                                 |                                 |                  |                  |  |  |             |             |  |  |       |       |
|  | Deportivo Capiatá                       | 0                                     | Atlético Tembetary                     | 1     |                              |                              |                                 |                                 |                  |                  |  |  |             |             |  |  |       |       |
|  | 2 de agosto - Parque del Guairá         |                                       | Atlético Tembetary                     | 1     |                              |                              |                                 |                                 |                  |                  |  |  |             |             |  |  |       |       |
|  |                                         | Sportivo Ameliano                     | 2                                      |       | Partido por el tercer puesto | Partido por el tercer puesto |                                 |                                 |                  |                  |  |  |             |             |  |  |       |       |
|  | Sportivo Trinidense                     | Sportivo Ameliano                     | 2                                      | 2     | Partido por el tercer puesto | Partido por el tercer puesto |                                 |                                 |                  |                  |  |  |             |             |  |  |       |       |
|  | Sportivo Trinidense                     | 6 de septiembre - Parque del Guairá   | 6 de septiembre - Parque del Guairá    | 2     |                              |                              | 10 de noviembre - Arsenio Erico | 10 de noviembre - Arsenio Erico |                  |                  |  |  |             |             |  |  |       |       |
|  | Guaireña FC                             | 6 de septiembre - Parque del Guairá   | 6 de septiembre - Parque del Guairá    | 3     |                              |                              | 10 de noviembre - Arsenio Erico | 10 de noviembre - Arsenio Erico |                  |                  |  |  |             |             |  |  |       |       |
|  | Guaireña FC                             | Guaireña FC                           | 5                                      | 3     | Guaraní                      | 3                            |                                 |                                 |                  |                  |  |  |             |             |  |  |       |       |
|  | 28 de julio - Feliciano Cáceres         | Guaireña FC                           | 5                                      |       | Guaraní                      | 3                            |                                 |                                 |                  |                  |  |  |             |             |  |  |       |       |
|  |                                         | General Caballero ZC                  | 0                                      |       | Atlético Tembetary           | 2                            |                                 |                                 |                  |                  |  |  |             |             |  |  |       |       |
|  | General Caballero ZC                    | General Caballero ZC                  | 0                                      | 1     | Atlético Tembetary           | 2                            |                                 |                                 |                  |                  |  |  |             |             |  |  |       |       |
|  | General Caballero ZC                    |                                       | 27 de septiembre - Luis Salinas        | 1     |                              |                              |                                 |                                 |                  |                  |  |  |             |             |  |  |       |       |
|  | Sportivo Luqueño                        | 0                                     |                                        |       |                              |                              |                                 |                                 |                  |                  |  |  |             |             |  |  |       |       |
|  | Sportivo Luqueño                        | 0                                     | Guaireña FC                            | 0     |                              |                              |                                 |                                 |                  |                  |  |  |             |             |  |  |       |       |
|  | 26 de julio - Juan José Vázquez         |                                       | Guaireña FC                            | 0     |                              |                              |                                 |                                 |                  |                  |  |  |             |             |  |  |       |       |
|  |                                         | Sportivo Ameliano                     | 2                                      |       |                              |                              |                                 |                                 |                  |                  |  |  |             |             |  |  |       |       |
|  | Sport Primavera                         | Sportivo Ameliano                     | 2                                      | 1     |                              |                              |                                 |                                 |                  |                  |  |  |             |             |  |  |       |       |
|  | Sport Primavera                         | 8 de septiembre - Martín Torres       |                                        | 1     |                              |                              |                                 |                                 |                  |                  |  |  |             |             |  |  |       |       |
|  | Benjamín Aceval                         | 6                                     |                                        |       |                              |                              |                                 |                                 |                  |                  |  |  |             |             |  |  |       |       |
|  | Benjamín Aceval                         | 6                                     | Benjamín Aceval                        | 1 (4) |                              |                              |                                 |                                 |                  |                  |  |  |             |             |  |  |       |       |
|  | 2 de agosto - Parque del Guairá         |                                       | Benjamín Aceval                        | 1 (4) |                              |                              |                                 |                                 |                  |                  |  |  |             |             |  |  |       |       |
|  |                                         | Sportivo Ameliano                     | 1 (5)                                  |       |                              |                              |                                 |                                 |                  |                  |  |  |             |             |  |  |       |       |
|  | Deportivo Obrero                        | Sportivo Ameliano                     | 1 (5)                                  | 0     |                              |                              |                                 |                                 |                  |                  |  |  |             |             |  |  |       |       |
|  | Deportivo Obrero                        |                                       |                                        | 0     |                              |                              |                                 |                                 |                  |                  |  |  |             |             |  |  |       |       |
|  | Sportivo Ameliano                       | 5                                     |                                        |       |                              |                              |                                 |                                 |                  |                  |  |  |             |             |  |  |       |       |
|  | Sportivo Ameliano                       | 5                                     |                                        |       |                              |                              |                                 |                                 |                  |                  |  |  |             |             |  |  |       |       |

### Fase 1
Esta fase se disputó del 10 de mayo al 17 de junio en 20 llaves a partido único y dos llaves triangulares, clasificaron a la fase 2 los 20 ganadores de los partidos únicos y los 2 mejores de los triangulares. En caso de empates en los partidos únicos, se definieron las series vía tiros penales.
Un total de 46 equipos disputaron esta fase: 17 equipos de la Primera B, 12 de la Primera C y 17 de la UFI.
| Fase 1                         | Fase 1             | Fase 1                   | Fase 1             | Fase 1      | Fase 1 |
| Equipo 1                       | Resultado          | Equipo 2                 | Estadio            | Día         | Hora   |
| ------------------------------ | ------------------ | ------------------------ | ------------------ | ----------- | ------ |
| Porvenir                       | 0 - 3              | 8 de Septiembre          | Próculo Cortázar   | 10 de mayo  | 13:00  |
| 24 de Setiembre VP             | 1 - 0              | General Díaz             | Próculo Cortázar   | 10 de mayo  | 15:00  |
| Atlético Juventud              | 1 - 2              | Valois Rivarola          | Ricardo Gregor     | 11 de mayo  | 13:00  |
| Presidente Hayes               | 1 - 1 (5 - 6 pen.) | Atlético Tembetary       | Ricardo Gregor     | 11 de mayo  | 15:00  |
| General Caballero CG           | 2 - 0              | 12 de Octubre SD         | Isidro Roussillón  | 12 de mayo  | 13:00  |
| 15 de Agosto (Benjamín Aceval) | 3 - 3 (5 - 4 pen.) | 1.º de Mayo              | Isidro Roussillón  | 12 de mayo  | 15:00  |
| Sportivo Limpeño*              | 0 - 2              | Olimpia (Itá)*           | La Arboleda        | 24 de mayo  | 13:45  |
| 1.º de Marzo                   | 3 - 2              | Deportivo Humaitá        | La Arboleda        | 24 de mayo  | 16:00  |
| Obreros Unidos                 | 2 - 1              | Atlético Forestal        | Parque del Guairá  | 25 de mayo  | 13:45  |
| Capitán Samudio                | 0 - 6              | Sol de Mayo              | Parque del Guairá  | 25 de mayo  | 16:00  |
| 15 de Agosto (Santiago)        | 2 - 1              | 1.º de Marzo (Pilar)     | Gunther Vogel      | 26 de mayo  | 16:00  |
| Guaraní Unido                  | 0 - 4              | Sport Primavera          | Gunther Vogel      | 26 de mayo  | 18:15  |
| Silvio Pettirossi              | 2 - 2 (2 - 3 pen.) | Cristóbal Colón (JAS)    | Ricardo Gregor     | 31 de mayo  | 16:00  |
| Deportivo Recoleta             | 1 - 1 (7 - 6 pen.) | Cristóbal Colón (Ñ)      | Ricardo Gregor     | 31 de mayo  | 18:15  |
| 3 de Noviembre                 | 0 - 3              | Deportivo Capiatá        | Adrián Jara        | 1 de junio  | 13:00  |
| Fulgencio Yegros*              | 0 - 0              | Sportivo Limpeño*        | Adrián Jara        | 1 de junio  | 15:00  |
| 3 de Febrero FBC               | 3 - 3 (1 - 3 pen.) | General Caballero ZC     | Isidro Roussillón  | 2 de junio  | 16:00  |
| Benjamín Aceval                | 2 - 1              | Deportivo Pinozá         | Isidro Roussillón  | 2 de junio  | 18:15  |
| Atlántida                      | 2 - 2 (2 - 3 pen.) | 29 de Setiembre          | Ricardo Gregor     | 7 de junio  | 13:00  |
| Sport Colonial                 | 1 - 1 (4 - 2 pen.) | Oriental                 | Ricardo Gregor     | 7 de junio  | 15:15  |
| Sport Colombia                 | 5 - 1              | Pilcomayo                | Presbítero Gamarra | 8 de junio  | 13:00  |
| Olimpia (Itá)*                 | 3 - 3              | Fulgencio Yegros*        | Presbítero Gamarra | 8 de junio  | 15:00  |
| Coronel Martínez               | 0 - 2              | Deportivo Juventud       | Don Carlos Memmel  | 9 de junio  | 14:45  |
| Deportivo Obrero*              | 0 - 1              | Nacional (Yby Yaú)*      | Río Parapití       | 11 de junio | 13:00  |
| Nacional (Yby Yaú)*            | 6 - 1              | Deportivo Alto Paraguay* | Río Parapití       | 14 de junio | 10:00  |
| Deportivo Alto Paraguay*       | 0 - 1              | Deportivo Obrero*        | Río Parapití       | 17 de junio | 13:00  |

Nota:
* Estos equipos jugaron en llaves triangulares
Clasificación UFI
| Pos. | Equipo                  | Pts. | PJ | G | E | P | GF | GC | Dif. |  |
| ---- | ----------------------- | ---- | -- | - | - | - | -- | -- | ---- |  |
| 1    | Nacional (Yby Yaú)      | 6    | 2  | 2 | 0 | 0 | 7  | 1  | +6   |  |
| 2    | Deportivo Obrero        | 3    | 2  | 1 | 0 | 1 | 1  | 1  | 0    |  |
| 3    | Deportivo Alto Paraguay | 0    | 2  | 0 | 0 | 2 | 1  | 7  | −6   |  |

Actualizado a los partidos jugados el 17 de junio de 2021.
 Fuente: APF
| SF | Clasifican a Segunda Fase. |

Clasificación Primera B
| Pos. | Equipo           | Pts. | PJ | G | E | P | GF | GC | Dif. |  |
| ---- | ---------------- | ---- | -- | - | - | - | -- | -- | ---- |  |
| 1    | Olimpia (Itá)    | 4    | 2  | 1 | 1 | 0 | 5  | 3  | +2   |  |
| 2    | Fulgencio Yegros | 2    | 2  | 0 | 2 | 0 | 3  | 3  | 0    |  |
| 3    | Sportivo Limpeño | 1    | 2  | 0 | 1 | 1 | 0  | 2  | −2   |  |

Actualizado a los partidos jugados el 8 de junio de 2022.
 Fuente: APF
| SF | Clasifican a Segunda Fase. |

### Fase 2
Esta fase se disputó del 28 de junio al 21 de julio en 20 llaves a partido único, clasificaron a dieciseisavos de final los 20 ganadores. En caso de empates, se definieron las series vía tiros penales.
Un total de 40 equipos disputaron esta fase: 16 equipos de la División Intermedia, 9 de la Primera B, 6 de la Primera C y 9 de la UFI.
| Fase 2                         | Fase 2             | Fase 2               | Fase 2            | Fase 2      | Fase 2 | Fase 2 |
| Equipo 1                       | Resultado          | Equipo 2             | Estadio           | Día         | Hora   |        |
| ------------------------------ | ------------------ | -------------------- | ----------------- | ----------- | ------ | ------ |
| Sport Primavera                | 1 - 1 (4 - 3 pen.) | Nacional (Yby Yaú)   | Juan José Vázquez | 28 de junio | 14:30  |        |
| Fulgencio Yegros               | 2 - 0              | Deportivo Santaní    | Juan José Vázquez | 28 de junio | 17:00  |        |
| Obreros Unidos                 | 0 - 1              | 2 de Mayo            | Antonio Aranda    | 29 de junio | 13:30  |        |
| Sport Colonial                 | 3 - 2              | Pastoreo FC          | Antonio Aranda    | 29 de junio | 16:00  |        |
| Deportivo Recoleta             | 1 - 2              | Cristóbal Colón JAS  | Enrique Soler     | 30 de junio | 12:45  |        |
| Deportivo Capiatá              | 1 - 0              | Martín Ledesma       | Enrique Soler     | 30 de junio | 14:45  |        |
| Benjamín Aceval                | 2 - 0              | Atyrá FC             | Isidro Roussillón | 5 de julio  | 13:30  |        |
| 15 de Agosto (Benjamin Aceval) | 0 - 4              | Sportivo Trinidense  | Isidro Roussillón | 5 de julio  | 16:00  |        |
| 8 de Septiembre                | 1 - 4              | General Caballero ZC | Próculo Cortázar  | 6 de julio  | 12:45  |        |
| 24 de Septiembre VP            | 2 - 2 (4 - 5 pen.) | Atlético Colegiales  | Próculo Cortázar  | 6 de julio  | 14:45  |        |
| 15 de Agosto (Santiago)        | 0 - 6              | River Plate          | Parque del Guairá | 7 de julio  | 13:30  |        |
| Sol de Mayo                    | 0 - 1              | Sportivo Iteño       | Parque del Guairá | 7 de julio  | 16:00  |        |
| 29 de Septiembre               | 1 - 3              | Deportivo Obrero     | Juan José Vázquez | 12 de julio | 17:00  |        |
| Sport Colombia                 | 3 - 2              | Independiente CG     | La Arboleda       | 13 de julio | 14:30  |        |
| General Caballero CG           | 0 - 0 (3 - 4 pen.) | Sportivo Luqueño     | La Arboleda       | 13 de julio | 17:00  |        |
| 1.º de Marzo                   | 0 - 5              | Fernando de la Mora  | Gunther Vogel     | 14 de julio | 14:30  |        |
| Olimpia (Itá)                  | 1 - 2              | San Lorenzo          | Gunther Vogel     | 14 de julio | 17:00  |        |
| Deportivo Juventud             | 1 - 1 (5 - 3 pen.) | 3 de Febrero CDE     | Antonio Aranda    | 19 de julio | 16:00  |        |
| Valois Rivarola                | 1 - 3              | Rubio Ñu             | La Arboleda       | 20 de julio | 16:00  |        |
| Atlético Tembetary             | 1 - 1 (4 - 3 pen.) | Guaraní (Trinidad)   | Ofelio Schukovsky | 21 de julio | 14:00  |        |

### Dieciseisavos de final
Esta fase se disputó del 26 de julio al 11 de agosto en 16 llaves a partido único, clasificaron a octavos de final los 16 ganadores. En caso de empates, se definieron las series vía tiros penales.

Un total de 32 equipos disputaron esta fase: 12 equipos de la Primera División, 9 de la División Intermedia, 5 de la Primera B, 3 de la Primera C y 3 de la UFI.
| Dieciseisavos de final | Dieciseisavos de final | Dieciseisavos de final | Dieciseisavos de final   | Dieciseisavos de final | Dieciseisavos de final | Dieciseisavos de final |
| Equipo 1               | Resultado              | Equipo 2               | Estadio                  | Día                    | Hora                   | Llave                  |
| ---------------------- | ---------------------- | ---------------------- | ------------------------ | ---------------------- | ---------------------- | ---------------------- |
| Sport Primavera        | 1 - 6                  | Benjamín Aceval        | Juan José Vázquez        | 26 de julio            | 16:00                  | A15                    |
| 2 de Mayo              | 3 - 4                  | Sportivo Iteño         | Juan José Vázquez        | 26 de julio            | 18:30                  | A07                    |
| San Lorenzo            | 1 - 2                  | Libertad               | Tigo La Huerta           | 27 de julio            | 18:30                  | A02                    |
| General Caballero ZC   | 1 - 0                  | Sportivo Luqueño       | Feliciano Cáceres        | 28 de julio            | 18:30                  | A14                    |
| Deportivo Obrero       | 0 - 5                  | Sportivo Ameliano      | Parque del Guairá        | 2 de agosto            | 16:00                  | A16                    |
| Sportivo Trinidense    | 2 - 3                  | Guaireña FC            | Parque del Guairá        | 2 de agosto            | 18:30                  | A13                    |
| Sport Colombia         | 1 - 3                  | Nacional               | Arsenio Erico            | 3 de agosto            | 16:00                  | A06                    |
| Rubio Ñu               | 1 - 0                  | Cerro Porteño          | Arsenio Erico            | 3 de agosto            | 18:30                  | A09                    |
| Fernando de la Mora    | 1 - 1 (4 - 5 pen.)     | Sol de América         | Luis Alfonso Giagni      | 4 de agosto            | 16:00                  | A05                    |
| Sport Colonial         | 0 - 9                  | Olimpia                | Manuel Ferreira          | 4 de agosto            | 18:30                  | A01                    |
| Atlético Tembetary     | 2 - 0                  | Deportivo Capiatá      | Jardines del Kelito      | 9 de agosto            | 16:00                  | A12                    |
| River Plate            | 1 - 4                  | 12 de Octubre          | Jardines del Kelito      | 9 de agosto            | 18:30                  | A10                    |
| Atlético Colegiales    | 1 - 2                  | Resistencia            | Adrián Jara              | 10 de agosto           | 14:45                  | A11                    |
| Cristóbal Colón JAS    | 0 - 1                  | Guaraní                | Rogelio Silvino Livieres | 10 de agosto           | 18:30                  | A04                    |
| Deportivo Juventud     | 1 - 1 (4 - 5 pen.)     | Tacuary                | Antonio Aranda           | 11 de agosto           | 16:00                  | A08                    |
| Fulgencio Yegros       | 0 - 3                  | General Caballero JLM  | Antonio Aranda           | 11 de agosto           | 18:30                  | A03                    |

### Octavos de final
Esta fase se disputó del 6 al 8 de septiembre en 8 llaves a partido único, clasificaron a cuartos de final los 8 ganadores. En caso de empates, se definieron las series vía tiros penales.

Un total de 16 equipos disputaron esta fase: 11 equipos de la Primera División, 2 de la División Intermedia, 2 de la Primera B y 1 de la Primera C.
| Octavos de final      | Octavos de final   | Octavos de final     | Octavos de final     | Octavos de final | Octavos de final | Octavos de final |
| Equipo 1              | Resultado          | Equipo 2             | Estadio              | Día              | Hora             | Llave            |
| --------------------- | ------------------ | -------------------- | -------------------- | ---------------- | ---------------- | ---------------- |
| Sportivo Iteño        | 2 - 4              | Tacuary              | Jardines del Kelito  | 6 de septiembre  | 15:00            | O4               |
| Resistencia           | 0 - 1              | Atlético Tembetary   | Jardines del Kelito  | 6 de septiembre  | 17:30            | O6               |
| Guaireña FC           | 5 - 0              | General Caballero ZC | Parque del Guairá    | 6 de septiembre  | 20:00            | O7               |
| General Caballero JLM | 1 - 3              | Guaraní              | Luis Salinas         | 7 de septiembre  | 15:00            | O2               |
| Sol de América        | 0 - 3              | Nacional             | Luis Salinas         | 7 de septiembre  | 17:30            | O3               |
| Olimpia               | 0 - 4              | Libertad             | Defensores del Chaco | 7 de septiembre  | 20:00            | O1               |
| Rubio Ñu              | 1 - 1 (4 - 5 pen.) | 12 de Octubre        | Martín Torres        | 8 de septiembre  | 16:00            | O5               |
| Benjamín Aceval       | 1 - 1 (4 - 5 pen.) | Sportivo Ameliano    | Martín Torres        | 8 de septiembre  | 18:30            | O8               |

### Cuartos de final
Esta fase se disputó entre el 27 y 28 de septiembre en 4 llaves a partido único, clasificaron a semifinales los 4 ganadores. En caso de empates, se definieron las series vía tiros penales.

Un total de 8 equipos disputaron esta fase: 7 equipos de la Primera División y 1 de la Primera B.
| Cuartos de final | Cuartos de final   | Cuartos de final   | Cuartos de final    | Cuartos de final | Cuartos de final | Cuartos de final |
| Equipo 1         | Resultado          | Equipo 2           | Estadio             | Día              | Hora             | Llave            |
| ---------------- | ------------------ | ------------------ | ------------------- | ---------------- | ---------------- | ---------------- |
| Guaireña FC      | 0 - 2              | Sportivo Ameliano  | Luis Salinas        | 27 de septiembre | 16:30            | S4               |
| 12 de Octubre    | 1 - 2              | Atlético Tembetary | Luis Salinas        | 27 de septiembre | 19:00            | S3               |
| Nacional         | 2 - 0              | Tacuary            | Arsenio Erico       | 28 de septiembre | 16:30            | S2               |
| Libertad         | 0 - 0 (4 - 5 pen.) | Guaraní            | Luis Alfonso Giagni | 28 de septiembre | 19:00            | S1               |

### Semifinales
Esta fase se disputó el 19 de octubre en 2 llaves a partido único, clasificaron a la final los 2 ganadores. Como no hubo empates, no se definieron las series vía tiros penales.

Un total de 4 equipos disputaron esta fase: 3 equipos de la Primera División y 1 de la Primera B.
| Semifinales        | Semifinales | Semifinales       | Semifinales          | Semifinales   | Semifinales | Semifinales |
| Equipo 1           | Resultado   | Equipo 2          | Estadio              | Día           | Hora        | Llave       |
| ------------------ | ----------- | ----------------- | -------------------- | ------------- | ----------- | ----------- |
| Atlético Tembetary | 1 - 2       | Sportivo Ameliano | Defensores del Chaco | 19 de octubre | 17:00       | GS2         |
| Guaraní            | 2 - 3       | Nacional          | Defensores del Chaco | 19 de octubre | 19:30       | GS1         |

### Tercer puesto
Los dos equipos que resultaron perdedores de los juegos de semifinales, se enfrentaron para decidir el tercer y cuarto puesto del certamen. Como no hubo empate al término del tiempo reglamentario, no se definió la serie vía tiros penales.
| Tercer y cuarto puesto | Tercer y cuarto puesto | Tercer y cuarto puesto | Tercer y cuarto puesto | Tercer y cuarto puesto | Tercer y cuarto puesto | Tercer y cuarto puesto |
| Equipo 1               | Resultado              | Equipo 2               | Estadio                | Día                    | Hora                   |                        |
| ---------------------- | ---------------------- | ---------------------- | ---------------------- | ---------------------- | ---------------------- | ---------------------- |
| Guaraní                | 3 - 2                  | Atlético Tembetary     | Arsenio Erico          | 10 de noviembre        | 20:00                  |                        |

### Final
Los dos mejores equipos del certamen decidieron al campeón en un solo partido; al existir empate en el tiempo reglamentario, se recurrió a tiros penales. El partido se jugó el 4 de noviembre.
| Final    | Final            | Final             | Final        | Final          | Final | Final |
| Equipo 1 | Resultado        | Equipo 2          | Estadio      | Día            | Hora  |       |
| -------- | ---------------- | ----------------- | ------------ | -------------- | ----- | ----- |
| Nacional | 1 - 1 (3-4 pen.) | Sportivo Ameliano | Villa Alegre | 4 de noviembre | 20:00 |       |

Ficha del partido
|            | Guardameta     | Santiago Rojas          |     |
|            | Defensa        | Juan Franco             |     |
|            | Defensa        | Rolando García Guerreño |     |
|            | Defensa        | Miguel Jacquet          |     |
|            | Defensa        | Wilson Ibarrola         | 23' |
|            | Centrocampista | Gustavo Caballero       | 46' |
|            | Centrocampista | Jordan Santacruz        |     |
|            | Centrocampista | Rubén Darío Ríos        | 73' |
|            | Centrocampista | Orlando Gaona Lugo      |     |
|            | Delantero      | Danilo Santacruz        |     |
|            | Delantero      | Facundo Bruera          |     |
| Entrenador | Entrenador     | Pedro Sarabia           |     |

|            | Guardameta     | Federico Cristóforo |       |
|            | Defensa        | Ramón Coronel       |       |
|            | Defensa        | Inocencio Velázquez |       |
|            | Defensa        | Hugo Benítez        |       |
|            | Defensa        | Abel Paredes        |       |
|            | Centrocampista | Alejandro Samudio   | 90+5' |
|            | Centrocampista | Édgar Zaracho       |       |
|            | Centrocampista | Fredderik Alfonso   | 73'   |
|            | Centrocampista | Elías Sarquis       | 46'   |
|            | Delantero      | Alex Arce           |       |
|            | Delantero      | Jorge Sanguina      |       |
| Entrenador | Entrenador     | Juan Pablo Pumpido  |       |

|  |  | Claudio Núñez | 23' |
|  |  | David Fleitas | 46' |
|  |  | Carlos Arrúa  | 73' |

|  |  | Ángel Arce      | 46'   |
|  |  | Cristian Gaitán | 73'   |
|  |  | Pablo Zeballos  | 90+5' |

| Anotado | 56' | Facundo Bruera | 1-1 |

| Anotado | 35' | Elías Sarquis | 0-1 |

| Amonestado | 16' | Gustavo Caballero       |
| Amonestado | 20' | Orlando Gaona Lugo      |
| Amonestado | 28' | Rolando García Guerreño |
| Amonestado | 60' | Miguel Jacquet          |
| Amonestado | 66' | Marcelo Palau           |
| Amonestado | 68' | Facundo Bruera          |
| Amonestado | 69' | David Fleitas           |

| Otorgado · Otorgado otra vez · Expulsado | 45+2' | Abel Paredes |

|                  |                           | 0:0 | Fallo de penal (desviado) | Cristian Gaitán |
| Danilo Santacruz | Acierto de penal          | 1:0 |                           |                 |
|                  |                           | 1:1 | Acierto de penal          | Alex Arce       |
| Carlos Arrúa     | Acierto de penal          | 2:1 |                           |                 |
|                  |                           | 2:2 | Acierto de penal          | Édgar Zaracho   |
| Facundo Bruera   | Acierto de penal          | 3:2 |                           |                 |
|                  |                           | 3:3 | Acierto de penal          | Pablo Zeballos  |
| Santiago Rojas   | Fallo de penal (atajado)  | 3:3 |                           |                 |
|                  |                           | 3:4 | Acierto de penal          | Jorge Sanguina  |
| Juan Franco      | Fallo de penal (desviado) | 3:4 |                           |                 |

| Árbitro             | Mario Díaz de Vivar |
| Árbitros asistentes | Milciades Saldívar  |
| Árbitros asistentes | Eduardo Cardozo     |
| Cuarto árbitro      | Carlos Paul Benítez |
| Adicionales VAR     | Fernando López      |
| Adicionales VAR     | Rodney Aquino       |
| Árbitro soporte     | Éber Aquino         |

|            | Guardameta     | Santiago Rojas          |     |
|            | Defensa        | Juan Franco             |     |
|            | Defensa        | Rolando García Guerreño |     |
|            | Defensa        | Miguel Jacquet          |     |
|            | Defensa        | Wilson Ibarrola         | 23' |
|            | Centrocampista | Gustavo Caballero       | 46' |
|            | Centrocampista | Jordan Santacruz        |     |
|            | Centrocampista | Rubén Darío Ríos        | 73' |
|            | Centrocampista | Orlando Gaona Lugo      |     |
|            | Delantero      | Danilo Santacruz        |     |
|            | Delantero      | Facundo Bruera          |     |
| Entrenador | Entrenador     | Pedro Sarabia           |     |

|            | Guardameta     | Federico Cristóforo |       |
|            | Defensa        | Ramón Coronel       |       |
|            | Defensa        | Inocencio Velázquez |       |
|            | Defensa        | Hugo Benítez        |       |
|            | Defensa        | Abel Paredes        |       |
|            | Centrocampista | Alejandro Samudio   | 90+5' |
|            | Centrocampista | Édgar Zaracho       |       |
|            | Centrocampista | Fredderik Alfonso   | 73'   |
|            | Centrocampista | Elías Sarquis       | 46'   |
|            | Delantero      | Alex Arce           |       |
|            | Delantero      | Jorge Sanguina      |       |
| Entrenador | Entrenador     | Juan Pablo Pumpido  |       |

|  |  | Claudio Núñez | 23' |
|  |  | David Fleitas | 46' |
|  |  | Carlos Arrúa  | 73' |

|  |  | Ángel Arce      | 46'   |
|  |  | Cristian Gaitán | 73'   |
|  |  | Pablo Zeballos  | 90+5' |

| Anotado | 56' | Facundo Bruera | 1-1 |

| Anotado | 35' | Elías Sarquis | 0-1 |

| Amonestado | 16' | Gustavo Caballero       |
| Amonestado | 20' | Orlando Gaona Lugo      |
| Amonestado | 28' | Rolando García Guerreño |
| Amonestado | 60' | Miguel Jacquet          |
| Amonestado | 66' | Marcelo Palau           |
| Amonestado | 68' | Facundo Bruera          |
| Amonestado | 69' | David Fleitas           |

| Otorgado · Otorgado otra vez · Expulsado | 45+2' | Abel Paredes |

|                  |                           | 0:0 | Fallo de penal (desviado) | Cristian Gaitán |
| Danilo Santacruz | Acierto de penal          | 1:0 |                           |                 |
|                  |                           | 1:1 | Acierto de penal          | Alex Arce       |
| Carlos Arrúa     | Acierto de penal          | 2:1 |                           |                 |
|                  |                           | 2:2 | Acierto de penal          | Édgar Zaracho   |
| Facundo Bruera   | Acierto de penal          | 3:2 |                           |                 |
|                  |                           | 3:3 | Acierto de penal          | Pablo Zeballos  |
| Santiago Rojas   | Fallo de penal (atajado)  | 3:3 |                           |                 |
|                  |                           | 3:4 | Acierto de penal          | Jorge Sanguina  |
| Juan Franco      | Fallo de penal (desviado) | 3:4 |                           |                 |

| Árbitro             | Mario Díaz de Vivar |
| Árbitros asistentes | Milciades Saldívar  |
| Árbitros asistentes | Eduardo Cardozo     |
| Cuarto árbitro      | Carlos Paul Benítez |
| Adicionales VAR     | Fernando López      |
| Adicionales VAR     | Rodney Aquino       |
| Árbitro soporte     | Éber Aquino         |

## Campeón
|                              |
| Sportivo Ameliano 1.° título |

## Estadísticas de jugadores

### Máximos goleadores
| País                | Jugador           | Equipo               | Goles | Penal |
| ------------------- | ----------------- | -------------------- | ----- | ----- |
| Bandera de Paraguay | Fabio Ozuna       | Nacional (Y.Y.)      | 5     | 1     |
| Bandera de Uruguay  | Agustín Liucci    | General Caballero ZC | 4     | 0     |
| Bandera de Paraguay | Lorenzo Melgarejo | Libertad             | 4     | 1     |

### Anotaciones destacadas
Listado de tripletas o hat-tricks (3), póker de goles (4), manitas (5), o más goles, anotados por un jugador en un mismo encuentro.
| Fecha                   | Jugador           | Goles | Equipo             | Resultado | Rival                          | Fase    |
| ----------------------- | ----------------- | ----- | ------------------ | --------- | ------------------------------ | ------- |
| 14 de junio de 2022     | Fabio Ozuna       | 4     | Nacional (Yby Yaú) | 6 - 1     | Deportivo Alto Paraguay (F.O.) | Fase 1  |
| 2 de agosto de 2022     | Luis Cáceres      | 3     | Sportivo Ameliano  | 5 - 0     | Deportivo Obrero (C.B.)        | 16avos  |
| 4 de agosto de 2022     | Brian Montenegro  | 3     | Olimpia            | 9 - 0     | Sport Colonial                 | 16avos  |
| 7 de septiembre de 2022 | Lorenzo Melgarejo | 3     | Libertad           | 4 - 0     | Olimpia                        | Octavos |

### Autogoles
| Fecha              | Jugador      | Goles | Equipo               | Resultado | Rival                   | Fase   |
| ------------------ | ------------ | ----- | -------------------- | --------- | ----------------------- | ------ |
| 26 de mayo de 2022 | Óscar Medina | 1     | 1.º de Marzo (Pilar) | 1 - 2     | 15 de Agosto (Santiago) | Fase 1 |

## Premios
En esta edición de la Copa Paraguay, se otorgarán los siguientes premios:
- Campeón: ₲ 600.000.000
- Vicecampeón: ₲ 250.000.000
- Tercer Puesto: ₲ 100.000.000
- Cuarto Puesto: ₲ 50.000.000